# Jiovany Ramos
Jiovany Javier Ramos Díaz (ur. 26 stycznia 1997 w mieście Panama) – panamski piłkarz występujący na pozycji środkowego obrońcy, reprezentant Panamy, od 2025 roku zawodnik Independiente La Chorrera.